# Онанді Лоу
Онанді Лоу, також відомий як Нанді (англ. Onandi Lowe; нар. 2 грудня 1974, Кінгстон, Ямайка) — ямайський футболіст та тренер, виступав на позиції нападника. Протягом кар'єри виступав у клубах ямайської Прем'єр-ліги, Північної Америки та Англії. За національну команду відзначився 27-а голами в 65-и матчах, учасник чемпіонату світу з 1998 року. Тим не менше наприкінці своєї кар'єри мав проблеми з законом, пов'язані з наркотиками, став відомим як «один з найконтраверсійніших гравців Ямайки». Син Онанді, Деміон Лоу, також професіональний футболіст.
Футбольну кар'єру розпочав у «Гарбур В'ю», у 1996 році приєднався до канадського «Монреаль Імпакт». Наступного року повернувся до Ямайки та протягом року виступав за «Вотергаус», потім захищав кольори «Арнетт Гарденс» та американського «Річмонд Кікерз». У 2000 році допоміг «Рочестер Ріноз» виграти A-Лігу. Наступного року приєднався до «Спортінг Канзас-Сіті», потім виступав в оренді за англійський «Порт Вейл». У лютому 2002 року підписав контракт з «Рашден енд Даймондс», у футболці якого відзначився 49-а голами у 90 матчах. У березні 2004 року його контракт викупив «Ковентрі Сіті», проте вже незабаром після цього Онанді заарештувала британська поліція. Звільнившись, Лоу повернувся до Ямайки, виступав за «Арнетт Гарденс». Наприкінці кар'єри виступав у «Портмор Юнайтед», ФК «Маямі» та «Арнетт Гарденс». У 2008 році завершив кар'єру футболіста.

## Клубна кар'єра
Після того як Лоу закінчив Вищу технічну школу Дунун у рідному Кінгстоні, у 1993 році Онанді підписав контракт з вищоліговим ямайським топ-клубом «Гарбур В'ю». Високий, спеціаліст по виконанню стандартних положень, універсал, який міг зіграти на будь-якій позиції нп футбольному полі, з сильною лівогою ногою, зрештою в 1996 році перейшов до канадського «Монреаль Імпакт». Допоміг команді дійти до фіналу Північно-східного диізіону А-Ліги 1997 року, відзначившись двома голами на півфінальній стадії у воротаах «Торонто Лінкс». Відігравши два сезони в Канаді, повернувся до Ямайки, де виступав за «Вотергаус» та «Арнетт Гарденс». Проте незабаром виїхав до США, де у футболці «Річмонд Кікерз» відзначився 15-а голами та 7-а результативними передачами в сезоні 1999 року. Наступного року виступав у «Рочестер Ріноз», де відзначився голом у переможному (3:1) фінальному поєдинку проти «Міннесоти Тандер» на «Фронтінер Філд».
У 2001 році спробував свої сили в Євпропі, перейшовши в оренду до завершення сезону 2000/01 років в англійський «Порт Вейл». Однак його угода з англійцями не була продовжена після того, як ямаєць відмовився виходити на поле у футболці клубу, після того як президент команди Білл Белл відмовився надати нападнику автомобіль; коли репортер запитав бізнесмена, чи засмучений він з приводу того, що клуб змушений платит заробітню плату гравцеві, який відмовляється виходити на поле, Белль відповів: «божевільний хлопчисько, ми не будемо платити йому». У футболці «Порт Вейла» відзначився двома голами, перший з яких припав на поєдинок Трофею Футбольної ліги проти «Дарлінгтона», а Вейл вже без Лоу став переможцем цього турніру. Також Онанді відзначився голом у поєдинку чемпіонату проти «Кембридж Юнайтед». Решту сезону провів у «Спортінг Канзас-Сіті», в якому відзначився 8-а голами в 20-и матчах.
У грудні 2001 року перейшов в оренду до іншого англійського клубу «Рашден енд Даймондс», а в лютому 2002 року підписав з «Діамантами» повноцінний контракт. У команді провів два роки; зіграв близько 100 матчів за команду та відзначався голо в середньому частіше, ніж одним у двох поєдинках, за час проведений у «Рашден» став улюбленцем вболівальників на «Нене Парк». Серед вище вказаних голів виділяється хет-трик, зроблений Лоу в поєдинку проти «Менсфілд Таун» на «Філд Мілл», завдяки якому клуб вийшов до фіналу плей-оф за право підвищитися в класі, проте у вирішальному поєдинку з рахунком 1:3 поступився «Челтнем Таун» на стадіоні «Мілленіум». Він відзначився 16-а голами в 42-х матчах чемпіонату 2002/03, а команда виграла чемпіонат. У березні 2004 року перейшов до «Ковентрі Сіті», вступив у конфлікт з головним тренером команди Еріком Блеком, оскільки запізнився на тренування клубу після матчу національної збірної. Встиг відзначитися голом у воротах «Кру Александра», зіграв два матчі за команду, допоки наприкінці сезону 2003/04 років не був «виставлений за двері» через судовий процес у справі про зберігання наркотиків.
Потім повернувся до ямайки, де виступав за «Арнетт Гарденс». Намагався повернутися до Англії. У березні 2005 року домовився з «Пітерборо Юнайтед», проте зіткнувся з проблемою в отриманні дозволу на роботу від міграційних служб, у тому ж році відмова в отриманні дозволу завадила Онанді перейти до «Оксфорд Юнайтед». Сезон 2006 року розпочав у складі американського ФК «Маямі», проте вже через місяць після переходу зважаючи на постійні дисциплінарні проблеми в ямайця керівництво клубу відмовилося від його послуг. Потім провів два роки в «Портмор Юнайтед». У січні 2008 року повернувся до «Арнетт Гарденс», де й завершив кар'єру футболіста.

## Кар'єра в збірній
Дебютував у національній збірній Ямайки 1995 року. Виступав на Карибському кубку 1995, де відзначився голом у переможному (2:1) поєдинку проти Сент-Люсії на «Індепенденс Парк». На карибському кубку 1996 акож відзначився голом, забивши м'яч престижу в програному поєдинку проти Суринаму на Хейслі Кроуфорд Стедіум. У складі «Реггі Бойс» утворив результативний тандем з Волтером Бойдом під час відбірної кампанії на мундіаль до Франції, проте згодом був відрахований з команди через дисциплінарні проблеми. На чемпіонаті світу 1998 року зіграв 2 матчі, в програному (1:3) проти Хорватії та переможному (2:1) проти Японії, після чого головний тренер збірної Рене Сімоєш відрахував його з команди. Проте у збірній продовжував регулярно забивати й на Карибському кубку 1998. Спочатку відзначився голом у переможному поєдинку групового етапу проти Нідерландських Антил, а також єдиним голом у півфінальному матчі проти Антигуа і Барбуди.
У червні 2001 року відзначився по одному голу в поєдинках кваліфікації чемпіонату світу 2002 проти Коста-Рики та Тринідаду і Тобаго. Брав участь і в Золотому кубку КОНКАКАФ 2003, де в переможному (2:0) поєдинку проти Гватемали на «Маямі Оранж Боул» відзначився голом, а потім отримав червону картку. Проте в 1/4 фіналу ямайці зазнали розгромної поразки (0:5) від збірної Мексики. Востаннє у футболці збірної виходив на поле в березні 2004 року в товариському поєдинку проти Гондурасу, в якому також відзначився голом. Під час судового розгляду у 2004 році був відсторонений від виступів за збірну і, незважаючи на те, що у 2005 році з нього були зняті всі обвинувачення, 31-річний Лоу більше не викликався до головної футбольної збірної країни. У футболці національної команди зіграв 65 матчів.

## Проблеми з законом
Лоу був заарештований британською поліцією в квітні 2004 року за торгівлю креком на суму 117 000 фунтів стерлінгів, сам футболіст спростував усі звинувачення. Дослівно його звинувачували у «спробі заволодіти 1,17 кг (2,5 фунта) к з метою [його подальшого] збуту». Обвинувачення стверджувало, що він придбав пакунок під фальшивим ім'ям «Кевін Браун» і мав намір отримати фінансову вигоду від свідомої торгівлі наркотиками. Лоу зазначив, що фальшиве ім'я було  потрібне, щоб уникнути уваги папараці, і що він не знав про вміст пакунку: «Я ямаєць, може, ви думаєте по-іншому. Якщо я зустріну вас і ви запитаєте: „Чи можите ви це зробити для мене?“, Я нічого поганого про Вас не можу подумати». Лоу на допиті в поліції зазначив: «Я думав, що він мені друг». У лютому 2005 року його було звільнено, а звинувачення знято через відсутність доказів.
У грудні 2007 року його було заарештовано в приході Сент-Кетерін та звинувачено у зберіганні марихуани. Під час керування автомобіля він збергів 42 сигарети з марихуаною, заплативши штраф у розмірі 300 доларів був звільнений з-під варти.

## Кар'єра тренера
Після завершення навчання в Ямайській футбольній федераці, протягом нетривалого часу очолював клуб Прем'єр-ліги Ямайки «Огест Таун».

## Статистика

### Клубна
| Клуб                   | Сезон   | Дивізіон            | Ліга  | Ліга | Кубок ФА | Кубок ФА | Інші  | Інші | Загалом | Загалом |
| Клуб                   | Сезон   | Дивізіон            | Матчі | Голи | Матчі    | Голи     | Матчі | Голи | Матчі   | Голи    |
| ---------------------- | ------- | ------------------- | ----- | ---- | -------- | -------- | ----- | ---- | ------- | ------- |
| «Монреаль Імпакт»      | 1996    | A-League            | 14    | 9    |          |          |       |      |         |         |
| «Монреаль Імпакт»      | 1997    | USISL A-League      | 12    | 7    |          |          |       |      |         |         |
| «Монреаль Імпакт»      | Загалом | Загалом             | 26    | 16   |          |          |       |      |         |         |
| «Вотергаус»            | 1997–98 | Прем'єр-ліга        | 30    | 14   |          |          |       |      |         |         |
| «Арнетт Гарденс»       | 1998–99 | Прем'єр-ліга        | 10    | 8    |          |          |       |      |         |         |
| «Річмонд Кікерз»       | 1999    | USL A-League        | 16    | 15   |          |          |       |      |         |         |
| «Рочестер Ріноз»       | 2000    | USL A-League        | 19    | 5    |          |          |       |      |         |         |
| «Порт Вейл» (оренда)   | 2000–01 | Другий дивізіон     | 5     | 1    | 0        | 0        | 1     | 1    | 6       | 1       |
| «Спортінг Канзас-Сіті» | 2001    | Major League Soccer | 13    | 4    |          |          |       |      |         |         |
| «Рашден енд Даймондс»  | 2001–02 | Третій дивізіон     | 25    | 19   | 1        | 0        | 3     | 1    | 29      | 20      |
| «Рашден енд Даймондс»  | 2002–03 | Третій дивізіон     | 39    | 15   | 2        | 1        | 1     | 0    | 42      | 16      |
| «Рашден енд Даймондс»  | 2003–04 | Другий дивізіон     | 26    | 15   | 0        | 0        | 1     | 1    | 27      | 16      |
| «Рашден енд Даймондс»  | Загалом | Загалом             | 90    | 49   | 3        | 1        | 5     | 2    | 98      | 52      |
| «Ковентрі Сіті»        | 2003–04 | Перший дивізіон     | 2     | 1    | 0        | 0        | 0     | 0    | 2       | 1       |
| «Маямі»                | 2006    | USL First Division  | 0     | 0    |          |          |       |      |         |         |

### Кар'єра в збірній
| національна збірна Ямайки | національна збірна Ямайки | національна збірна Ямайки |
| Рік                       | Матчі                     | Голи                      |
| ------------------------- | ------------------------- | ------------------------- |
| 1995                      | 3                         | 1                         |
| 1996                      | 10                        | 1                         |
| 1997                      | 1                         | 0                         |
| 1998                      | 16                        | 2                         |
| 1999                      | 4                         | 0                         |
| 2000                      | 10                        | 9                         |
| 2001                      | 10                        | 5                         |
| 2002                      | 1                         | 0                         |
| 2003                      | 7                         | 3                         |
| 2004                      | 2                         | 2                         |
| Загалом                   | 64                        | 23                        |

## Досягнення
«Рочестер Ріноз»
- A-League
  -  Чемпіон (1): 2000

«Рашден енд Даймондс»
- Третій дивізіон Футбольної ліги
  -  Чемпіон (1): 2002/03

збірна Ямайки
- Карибський кубок
  -  Володар (1): 1998